# Marlene Elejarde
Marlene Elejarde Díaz, kubanska atletinja, * 3. junij 1951, Havana, Kuba, † 29. april 1989, Havana.
Nastopila je na poletnih olimpijskih igrah v letih 1968 in 1972, osvojila je srebrno in bronasto medaljo v štafeti 4×100 m. Na panameriških igrah je prav tako osvojila srebrno in bronasto medaljo v štafeti 4x100 m.